# Агафія Володимирівна
Агафія Володимирівна (1103 / 1107 — до 1144) — наймолодша з трьох доньок Володимира Мономаха від другого шлюбу з Єфимією, яка, можливо, була грекинею.
Шлюб Мономаха та Єфимії відбувся близько 1099 року, померла вона в 1107 році. Оскільки Агафія вважається їхньою молодшою дочкою, а її брати народилися до 1103 року, то вона — наймолодша дитина від цього шлюбу і народилася між 1103 та 1107 роками, ближче до останньої дати, так як в цьому ж проміжку могли народитися дві її старші сестри.
В 1116 році Агафія видана у шлюб з Городенським князем Всеволодом Давидовичем. 1 лютого 1142 року помирає її чоловік, а в 1144 році згадується шлюб двох її дочок. Відомо, що шлюб влаштовував великий князь Київський Всеволод Ольгович, з чого деякі дослідники роблять висновок, що наречені на той момент вже були сиротами.

## Родина
- Батько: Володимир Мономах (1053–1125)
- Мати: Єфимія, можливо гречанка (пом. 7 травня 1107)
- Чоловік: Всеволод Давидович (пом. 1 лютого 1142)
- Діти:
  - Борис Всеволодович (бл. 1121–1169)
  - Гліб Всеволодович (пом. 1170)
  - Мстислав Всеволодович
  - дочка, з 1144 року у шлюбі з Володимиром Давидовичем, князем Чернігівським, з 1151 року — за Башкордом, ханом половецьким
  - Анна (пом. в 1190), одружена з 1144 року, з Юрієм Ярославичем, князем Турівським